# Kaveri

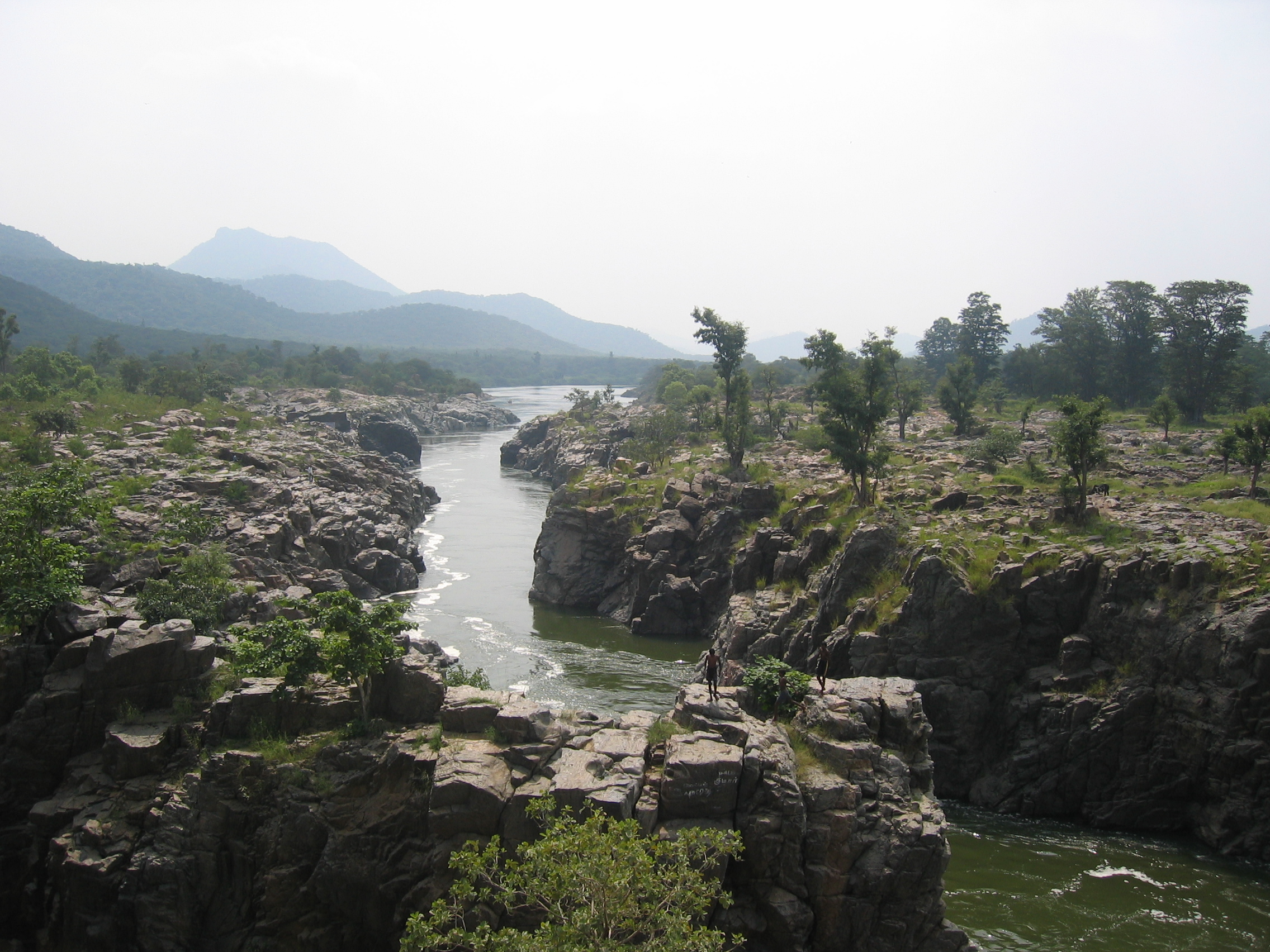
Kaveri nära gränsen mellan Karnataka och Tamil Nadu

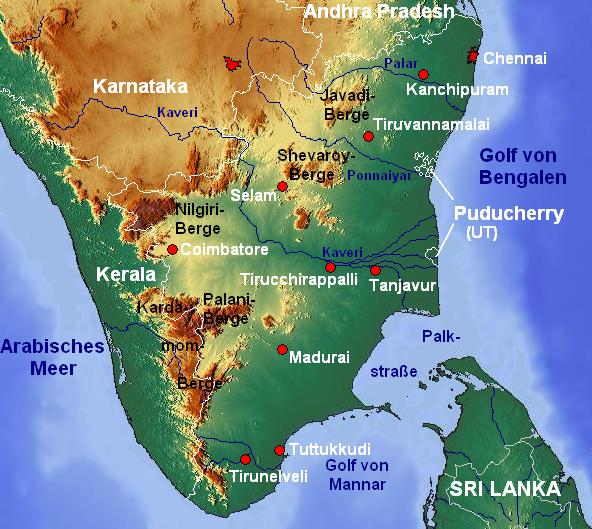
Kaveri på en karta över södra Indien.

Kaveri (Cauvery), flod i Indien, 760 km lång, med källor i Västra Ghats, lopp åt sydöst till Bengaliska viken.
Under sitt tidiga lopp, i Karnataka, delas floden av ön Sivasamudram varefter två parallella 98 m höga vattenfall följer. I vänstra fallet finns Indiens äldsta vattenkraftverk för produktion av elektricitet.